# Save Your Legs!
Save Your Legs! è un film del 2012 diretto da Boyd Hicklin. Il film è ispirato ad un documentario omonimo del 2005. Esso narra la storia di Edward "Teddy" Brown e due suoi amici della squadra di cricket di Melbourne che viaggiano in India per un tour. The film premiered at the Melbourne International Film Festival on August 19, 2012.

## Trama
Theodore 'Teddy' Brown vive per il suo club di cricket di periferia e per i suoi due migliori amici, Rick e Stavros. Per realizzare un suo sogno d'infanzia, Teddy porta la sua squadra di cricket nel cuore dell'India, in un audace tour di tre partite con lo scopo di incontrare la leggenda del cricket Sachin Tendulkar. Ma il tour che doveva essere da sogno si rivela ben presto da incubo a causa di una serie di inaspettati problemi che costringeranno gli amici a confrontarsi con le proprie paure.

## Produzione
Nel novembre 2011, il governo vittoriano ha sostenuto il film come un modo per promuovere il commercio tra l'India e l'Australia. Le riprese sono iniziate il 12 dicembre 2012.

## Critica
Ed Gibbs del Sydney Morning Herald ha dato al film una votazione di 4 su 5 ed ha dichiarato che "questa commedia buonista australiana rende partecipi anche gli spettatori privi di interesse nei confronti del cricket".

## Box office
Save Your Legs! è stato distribuito da Madman in 176 cinema, incassando $165.000, per una media per cinema di soli $936.
Il film è stato trasmesso nei cinema britannici ed è anche uscito in DVD nel giugno 2014 con il titolo modificato in Knocked For Six.